# Sorgsolfågel
Sorgsolfågel (Leptocoma aspasia) är en fågel i familjen solfåglar inom ordningen tättingar.

## Utseende
Sorgsolfågeln är en liten tätting med en lång och nedåtböjd näbb. Hanen är svartaktig med grön- eller blåglänsande hjässa och blåglänsande skuldror, övergump och stjärt. Strupen glänser i rödlila i större delen av utbredningsområdet, dock blåaktigt i norra Moluckerna och Kaiöarna. Honan är färglös, med gråaktigt huvud, vit strupe, olivgrön ovansida och gulaktig undersida i större delen av utbredningsområdet. I södra Moluckerna och Aruöarna är dock undersidan gråaktig. Ungfågeln liknar honan men är gulare på strupen.
Arten skiljs från mörkbukiga former av den vida spridda arten olivryggig solfågel genom den glänsande hjässan och svart på ryggen. Honan saknar denna arts ögonbrynsstreck och vita stjärtspets. Vidare utmärker den sig genom vita strupen, gråaktiga huvudet och mer dämpat gult på undersidan. Jämfört med större hona brunstrupig solfågel saknar den ring runt ögat och är mindre enformat färgad undertill än hona sangihesolfågel.

## Utbredning och systematik
Sorgsolfågel förekommer i östra Indonesien samt på och kring Nya Guinea och delas upp i hela 23 underarter med följande utbredning:
- talautensis – Talaudöarna (Karakelong, Salebabu, Kaburuang och Sara)
- sangirensis – öarna Sangihe, Siau och Ruang
- grayi – norra Sulawesi samt öarna Bangka, Lembeh, Manadotua och Bangka
- porphyrolaema – östra och södra Sulawesi samt öarna Pulau Muna, Labuan, Blanda[förtydliga], Butung och Togianöarna
- auriceps – Banggaiöarna och Sulaöarna samt norra och centrala Moluckerna
- auricapilla – Kayoaöarna i norra Moluckerna
- proserpina – ön Buru i södra Moluckerna
- aspasioides – södra Moluckerna (Seram, Ambon, Nusa Laut och Watubela) samt Aruöarna
- chlorolaema – Kaiöarna
- aspasia – Nya Guinea (huvudön förutom i sydost)
- vicina – sydöstra Nya Guinea
- mariae – ön Kofiau utanför västra Nya Guinea
- cochrani – öarna Misol och Waigeo utanför västra Nya Guinea
- maforensis – Numfoor i Geelvink Bay utanför norra Nya Guinea
- salvadorii – Yapen i Geelvink Bay utanför norra Nya Guinea
- mysorensis – Biak utanför norra Nya Guinea
- nigriscapularis – öarna Meos Num och Pulau Rani söder om Biak
- veronica – Liki utanför västra Nya Guineas norra kust
- cornelia – Tarawai utanför Sepikflodens mynning i norra Nya Guinea
- christianae – D'Entrecasteaux-öarna och Louisiaderna
- caerulogula – Bismarckarkipelagen (Niu Briten, Rook och Umboi)
- corinna – Bismarckarkipelagen (förutom ön Feni)
- eichhorni – ön Feni i Bismarckarkipelagen

Tidigare gavs sorgsolfågeln det vetenskapliga artnamnet sericea, men studier visar att aspasia har prioritet. Underarterna vicina och salvadorii inkluderas ofta i nominatformen.

## Levnadssätt
Sorgsolfågeln hittas i skogsbryn, öppen skog, buskmarker och trädgårdar. Den ses i låglänta områden och lägre bergstrakter.

## Status
Arten har ett stort utbredningsområde och beståndet anses stabilt. Internationella naturvårdsunionen IUCN listar den därför som livskraftig (LC).